# Cegłów
Cegłów é um município no centro da Polônia. Pertence à voivodia da Mazóvia, no condado de Mińsk. É a sede da comuna de Cegłów. Está situado no rio Mienia, a 55 km de Varsóvia e a 42 km de Siedlce.
Cegłów está situado na antiga Terra de Czersk, que faz parte da histórica da Mazóvia. Localiza-se a cerca de 5 km a sul da estrada nacional n.º 92 e a cerca de 8 km da entrada da auto-estrada A2 (no cruzamento de Ryczołek). Há também uma parada de trem na cidade na linha ferroviária n.º 2 Varsóvia Zachodnia - Terespol.
Estende-se por uma área de 7,67 km², com 2 021 habitantes, segundo o censo de 31 de dezembro de 2021, com uma densidade populacional de 302,6 hab./km².